# 1996
Cette page concerne l'année 1996 (MCMXCVI en chiffres romains) du calendrier grégorien.   Pour l’album, voir 1996 (album).
 (avril 2023).
Si vous disposez d'ouvrages ou d'articles de référence ou si vous connaissez des sites web de qualité traitant du thème abordé ici, merci de compléter l'article en donnant les références utiles à sa vérifiabilité et en les liant à la section « Notes et références ».
L'année 1996 est une année bissextile qui commence un lundi.

## Chronologie territoriale

### Monde
- 3 et 4 juin : sommet de l'OTAN à Bruxelles. Le ministre français de la Défense siège à nouveau au sein du Conseil des ministres de l'organisation, mais le sommet reconnaît en contrepartie l'existence d'une « identité européenne de défense » au sein de l'Alliance. Cependant le Président Jacques Chirac n'obtient pas que le commandement du Sud-Méditerranée soit confié à un officier français.
- 24 septembre : ouverture des négociations sur le CTBT (Comprehensive Nuclear Test Ban Treaty), signé le jour même par les cinq puissances nucléaires déclarées. Ce traité n'entrera en vigueur que si 44 nations nommément désignées le signent et le ratifient.
- 23 novembre : les cendres d'André Malraux sont transférées au Panthéon. (20 ans jour pour jour après sa mort).
- 9 - 13 décembre : première réunion de l'OMC à Singapour.

### Afrique
- 27 janvier : coup d’État du colonel Ibrahim Baré Maïnassara au Niger.
- 15 mars : premières élections multipartites en Sierra Leone depuis 1967. Ahmad Tejan Kabbah est élu président de la République.
- 31 mars : constitution multipartite au Tchad.
- 4 avril : Mathieu Kérékou, ancien président du Bénin, est élu chef de l’État contre le président sortant Nicéphore Soglo (fin en 2006).
- 11 avril : signature au Caire du traité de Pelindaba, sur la dénucléarisation de l'Afrique et de l'océan Indien.
- 19 avril : départ des derniers Casques bleus du Rwanda.
- 8 mai : signature de la nouvelle constitution sud-africaine qui tourne définitivement la page de l'apartheid.
- 21 mai : le naufrage d'un ferry, MV Bukoba, sur le lac Victoria, face à la Tanzanie, provoque environ 500 victimes.
- 2 juin-3 juillet : élection présidentielle tchadienne. Idriss Déby est élu président de la République.
- 5 juin : retrait du Gabon de l'OPEP.
- 17 juillet-20 juillet : visite du président de la République française Jacques Chirac en République du Congo.
- 25 juillet : coup d’État militaire de l’ancien président Pierre Buyoya au Burundi.
- Juillet : le président malgache Albert Zafy est destitué par la Haute Cour constitutionnelle. Il démissionne le 5 septembre[1].
- 6 octobre : attaque de Lemera, déclenchement de la première guerre du Congo

Algérie
- 5 janvier : en Algérie, le nouveau Premier ministre, Ahmed Ouyahia présente son gouvernement.
- 18 février : Levée du couvre-feu instauré en décembre 1992.
- 27 mars : un commando d'islamistes du GIA enlève sept moines trappistes français après l'attaque du monastère de Tibéhirine dans l'Atlas algérien dans la nuit du 26 au 27 mars. Deux autres moines ont pu se cacher.
- 26 avril : le GIA revendique l'enlèvement des sept moines du monastère de Tibéhirine et propose à la France la libération des moines contre des prisonniers islamistes.
- 4 mai : assassinat de l'ancien ministre de l'intérieur Mohamed Hardi.
- 21 mai : le GIA annonce l'exécution des sept moines trappistes du monastère de Tibéhirine. Leurs têtes coupées seront retrouvées dix jours plus tard.
- 1er août : l'évêque d'Oran (Algérie), Pierre Claverie, 58 ans, est tué dans sa voiture, détruite par une bombe devant la porte de l'évêché.
- 28 novembre : adoption par référendum d'une nouvelle constitution instaurant un régime présidentiel.

### Amérique

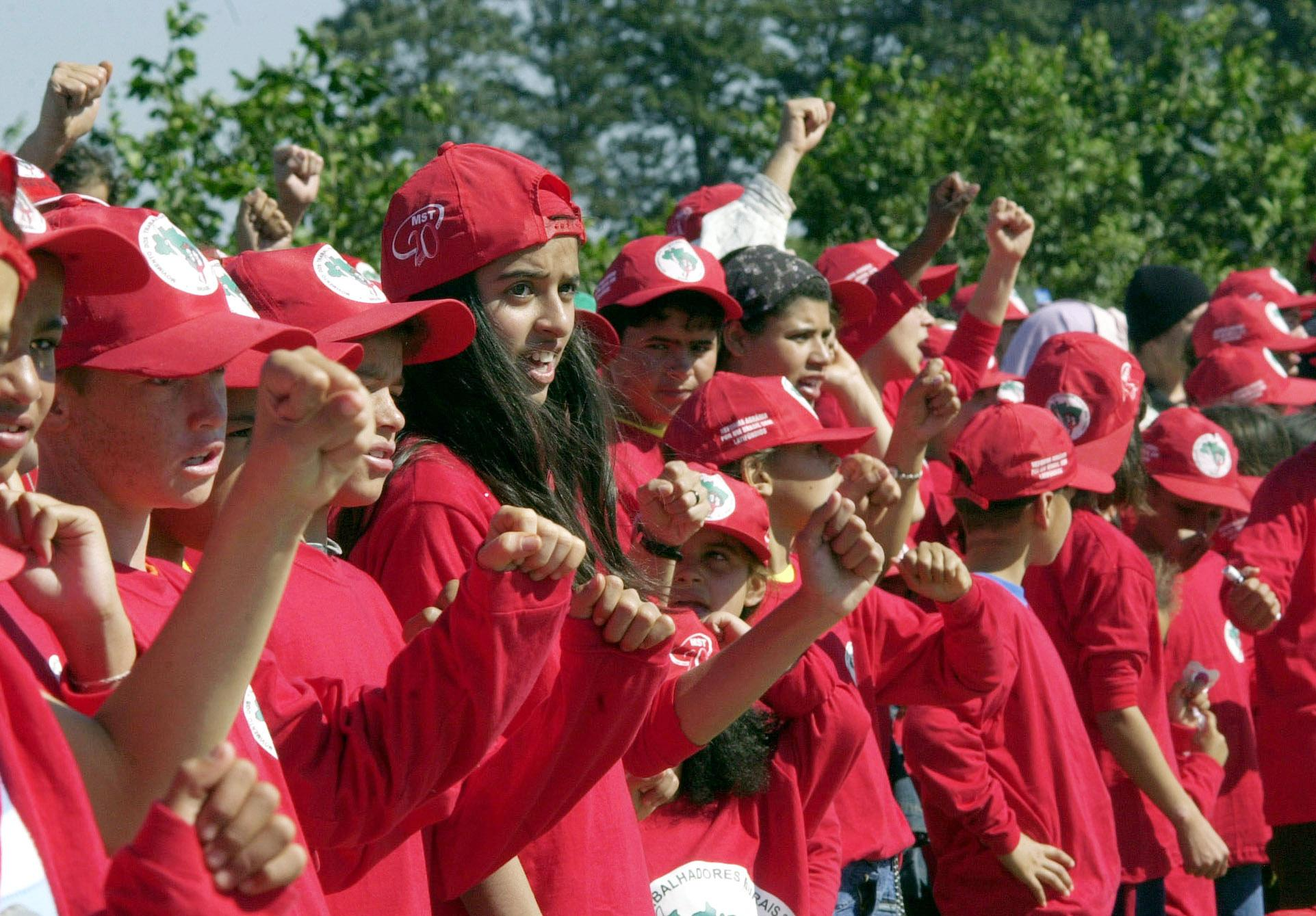
Mouvement des sans-terre au Brésil

- 1er janvier : Sir Cuthbert Sebastian prend ses fonctions de Gouverneur général de Saint-Christophe-et-Niévès.
- 7 janvier : l'élection finale pour la présidence du Guatemala est remportée par l'ancien ministre des Affaires étrangères Álvaro Arzú Irigoyen avec 51,2 % des voix contre 48,8 % pour son adversaire Alfonso Portillo Cabrera.
- 16 février : accord de San Andrés entre le gouvernement mexicain et l'Armée zapatiste de libération nationale.
- 17 avril : au Brésil, de violents affrontements éclatent entre les propriétaires terriens et les sans-terre à Eldorado de Carajas. Dix-neuf paysans sont tués. Le 18 décembre, le président Fernando Henrique Cardoso fait redistribuer 1 000 km2 de terres de riches domaines privés pour les donner à plus de 3600 familles pauvres, et autorise la reprise de terres attribuées aux Indiens[2].
- 19 et 20 juillet : déluge du Saguenay au Québec
- 27 juillet-3 août (révolte du Chiapas) : « conférence intercontinentale contre le néo-libéralisme » à Aguascalientes[3].
- 20 octobre : victoire du candidat de droite Arnoldo Alemán face au sandiniste Daniel Ortega aux élections au Nicaragua.
- 18 novembre : accord de libre-échange entre le Chili et le Canada.
- 8 décembre : réunion de la ZLEA (Zone de libre-échange des Amériques).
- 29 décembre : accords de paix mettant fin à la guerre civile au Guatemala. On estime que près de 150 000 personnes, en grande partie des Mayas, ont trouvé la mort dans la guerre civile depuis trente-six ans. L’injustice sociale reste manifeste, seul un propriétaire sur 50 détient les trois cinquièmes des terres cultivables.

### Asie
- 11 janvier : Ryūtarō Hashimoto, Premier ministre du Japon.
- 23 mars : démocratisation à Taïwan. Lee Teng-hui est élu président au suffrage direct.
- 27 avril-30 mai : élections législatives indiennes[4].
- 30 juin, Mongolie : faible majorité de l’Alliance démocratique aux élections, mettant fin à 75 ans de majorité communiste à l'assemblée.
- 18 juillet : bataille de Mullaitivu entre les indépendantistes tamouls du LTTE et les troupes gouvernementales sri lankaises.
- 8 août, Cambodge : le dirigeant Khmer rouge Ieng Sary se rallie au régime de Phnom Penh[5]. Les Khmers rouges se divisent en deux factions, l’une pacifiste et l’autre belliqueuse. Des milliers de rebelles se rangent aux côtés du gouvernement, tandis que les autres, menés par Pol Pot, se regroupent au nord du pays.
- 10 août, République populaire de Chine : approbation du drapeau de Hong Kong par le comité préparatoire.
- 2 septembre : arrêt du conflit avec le plus grand groupe de sécessionnistes musulmans dans le sud des Philippines (plus de 100 000 morts depuis vingt-cinq ans) : accord de paix avec le Front de libération national Moro (FLNM)[6]. Pourparlers au début de l’année 1997 avec une plus petite faction.
- 26 septembre, Afghanistan : entrée des talibans (« étudiants islamistes ») à Kaboul, le nord du pays résiste encore. Le pays est plus partagé que jamais entre les différentes milices armées qui en tiennent chacune une partie.
- 5 novembre, Pakistan : destitution pour corruption de la Première ministre Benazir Bhutto, par le président pakistanais Farook Ahmed Leghari.
- 12 novembre : la collision en vol, au-dessus du village indien de Charki Dudri, d'un Boeing 747 de la Saudi Arabian Airlines qui venait de décoller de Delhi et d'un Iliouchine Il-76 kazakh en phase d'approche du même aéroport entraîne la mort de 349 personnes.
- 10 décembre[7] : les Timorais José Ramos-Horta et Carlos Filipe Ximenes Belo, obtiennent le prix Nobel de la paix.
- 12 décembre : admission de la Corée du Sud à l'OCDE[8].

- La République indienne compte 900 millions d’habitants.
- 11 % des Indonésiens vivent en dessous du seuil de pauvreté.
- Le président ouzbek Islom Karimov reconnaît des abus de son gouvernement et libère les opposants. Il prend ses distances vis-à-vis des projets d’union douanière avec la Russie, refusant toute « mentalité de bloc ».

### Proche-Orient
- 5 janvier : l’homme le plus recherché du Hamas, l’artificier Yahia Ayache est assassiné à Gaza. 100 000 Palestiniens se rendent à ses funérailles.
- 20 janvier : premières élections au suffrage universel en Cisjordanie et à Gaza. Yasser Arafat est élu président de l’autorité palestinienne avec 88 % des suffrages. Après les élections, Shimon Peres autorise les membres du CNP à entrer à Gaza afin de tenir une réunion de révision de la charte palestinienne.
- Février-mars : les tensions reprennent en Palestine. Une proposition de cessez-le-feu du Hamas est refusée par le gouvernement israélien.
- 25 février : un double attentat-suicide du Hamas provoque 25 morts civils à Jérusalem.
- 3 mars : une nouvelle opération tue 19 personnes à Jérusalem. Shimon Peres proclame une guerre totale contre le Hamas.
- 4 mars : un troisième attentat provoque 13 morts. La cote de popularité de Peres s’effondre.
- 13 mars : Bill Clinton convoque un sommet mondial contre le terrorisme à Charm el-Cheikh en Égypte.
- 10 avril : déclenchement de l'opération Raisins de la colère par les Israéliens au Liban du Sud, en réaction aux tirs de roquettes du Hezbollah. Elle vise les infrastructures économiques mais provoque des pertes civiles. Les populations du sud fuient vers le nord.
- 18 avril : bombardement de Cana. Un bombardement israélien sur un camp de la FINUL fait 102 morts civils au Liban et des centaines de blessés.
- 24 avril : le Conseil national palestinien supprime de la Charte de l'OLP les articles qui demandaient la disparition de l’État d’Israël.
- 26 avril : un cessez-le-feu est obtenu au Liban du Sud grâce à une médiation franco-américaine. Des comités de surveillance sont mis en place.
- 20 mai : la résolution « pétrole contre nourriture » est acceptée par l’Irak[9] et entre en application à la fin de l’année. Elle contribue à apporter une amélioration aux populations, mais les besoins vitaux sont loin d’être satisfaits.
- 29 mai : victoire du Likoud lors des élections à la Knesset. Son chef Benyamin Netanyahou est le nouveau Premier ministre, en remplacement du travailliste Shimon Peres. Il critique l’action de ses prédécesseurs travaillistes et met l’accent sur la sécurité d’Israël ; il donne le feu vert à l’extension des colonies juives en Cisjordanie et pose des conditions telles que les discussions sur l’avenir de l’autonomie de la Palestine sont bloquées.
- 23 juin : devant le programme de Benyamin Netanyahou, les États arabes se réunissent au Caire et rappellent les principes de la paix (« paix contre la terre ») et demandent le respect des engagements pris. Netannyahou estime cette prise de position comme une provocation et du « diktat ». La colonisation reprend durant l’été.
- 25 juin : un attentat visant la base aérienne de Khobar tue 19 Américains. L’enquête s’oriente vers le milliardaire islamiste ben Laden, privé de la nationalité saoudienne en 1994 et réfugié en Afghanistan.
- 28 juin : gouvernement de Necmettin Erbakan en Turquie. L’armée turque fait pression pour obtenir la démission du ministère dirigé par un islamiste.
- Juillet, Syrie : les jeunes de moins de 15 ans représentent 47 % de la population. 70 % des plus 15 ans sont alphabétisés.
- 17 août : nouveaux affrontements sanglants au Kurdistan irakien[10]. Le PDK de Massoud Barzani décide de faire alliance avec Saddam Hussein. L’armée irakienne occupe la plus grande partie du territoire kurde. L’opposition doit évacuer la région. Les États-Unis répondent par de nouvelles frappes aériennes et étendent, sans mandat de l’ONU, les zones d’exclusion aérienne au sud de l’Irak.
- 18 août-15 septembre : élections législatives au Liban, qui consacrent un net pluralisme politique[11].

- 3 septembre : les États-Unis tirent 27 missiles contre des cibles militaires du Sud de l'Irak en riposte à l'offensive de Saddam Hussein dans le Kurdistan irakien.
- 24 septembre : le creusement d’un tunnel à vocation touristique près de l’esplanade des mosquées provoque une explosion de colère (81 morts dont 65 Palestiniens). Les territoires occupés sont immédiatement fermés.
- 12 octobre, Kurdistan irakien : l’UPK, soutenue par l’Iran, contre-attaque et reprend une partie du terrain perdu[12]. Une nouvelle trêve est conclue le 31 octobre. Les années suivantes sont marquées par une alternance d’affrontements et de cessez-le-feu, ponctués d’incursions militaires turques.
- 10 décembre : résolution 986 du conseil de sécurité des Nations unies concernant les ventes de pétrole de l'Irak, contre de la nourriture.
- La Syrie accuse la Turquie d’avoir organisé des attentats terroristes sur son territoire. Il s’ensuit une tension militaire sur la frontière.
- Égypte : les réformes économiques reprennent à l’automne et sont accompagnées de nouvelles annulations de la dette. L’économie connaît une nette reprise avec une diminution de l’inflation et le redémarrage de la croissance. Le pays s’ouvre aux investissements étrangers et accélère les privatisations.
- La crise financière en Arabie saoudite est endiguée au prix de la stagnation du revenu national.

### Europe
- 1er janvier : adhésion de la Slovénie au groupe de Visegrád.
- 10 janvier : modification en Suisse de l'ordonnance du 4 juillet 1984 réglementant les preuves documentaires de l'origine des marchandises en matière de commerce extérieur.
- 24 janvier : le Premier ministre polonais Józef Oleksy annonce sa démission.
- 25 janvier : adhésion de la Russie au Conseil de l'Europe.
- Janvier : la majorité gouvernementale est réduite à un siège au Royaume-Uni.
- 29 janvier : incendie en Italie du célèbre théâtre vénitien, le Fenice, un des hauts lieux de l'art lyrique mondial.
- 9 février : attentat de l'IRA provisoire à Londres (deux morts) mettant fin à 17 mois de cessez-le-feu.
  - Reprise des opérations par l’IRA, qui refuse les conditions préalables à la paix posées par John Major en janvier : désarmement total des groupes paramilitaires et organisation d’élections en Ulster. Les négociations sur le statut de l’Ulster reprennent en juin, mais John Major réclame toujours l’arrêt des attentats de l’IRA pour que le Sinn Féin soit admis à la table des négociations.
- 15 février : naufrage du pétrolier Sea Empress au pays de Galles.

- 3 mars : élections générales espagnoles.
- 13 mars : massacre de Dunblane en Écosse
- 27 mars : embargo de l'UE sur les ventes de viande bovine britannique, à la suite de la maladie de la vache folle (encéphalopathie spongiforme bovine), début d'une crise européenne sur le thème du principe de précaution.

- 5 mai : José María Aznar (parti populaire), chef du gouvernement en Espagne.
- 7 mai : Adhésion de la Hongrie à l'OCDE[8].

- Juin : l’Ukraine renonce aux stocks d’ogives nucléaires entreposés sur son sol au profit de la Russie.
- 4 juin: échec du 1er décollage d'Ariane 5 lors d'un vol inaugural
- 16 juin : à l’issue du premier tour de l’élection présidentielle en Russie, Boris Eltsine recueille 34,8 % des voix, talonné par Guennadi Ziouganov, le leader communiste, qui obtient 32,1 % des suffrages, tandis que le général Alexandre Lebed, autrefois sanctionné pour avoir vigoureusement exprimé son opposition à la guerre en Tchétchénie, atteint 14,7 %, un score faisant de lui l’arbitre du second tour. Boris Eltsine fait alliance avec Lebed en le nommant secrétaire du Conseil de sécurité.
- 17 juin : Sanction royale du Arbitration Act, habillant le recours à l'arbitrage de tribunaux religieux (notamment islamiques) pour les affaires familiales (divorces, gardes d'enfants). Cette loi ouvre ainsi le droit britannique à l'influence de plus en plus forte du droit religieux, notamment la Shariah.

- 3 juillet : réélection de Boris Eltsine comme président de la fédération de Russie (53 % des voix) contre 40 % à son adversaire le communiste Ziouganov.
- 5 juillet : création du premier mammifère par clonage, une brebis nommé Dolly.
- 10 juillet : suppression de la peine de mort de la législation belge.

- 15 août : début de l'affaire Marc Dutroux, pédophile et assassin, qui remet en cause la police, la justice, voire le gouvernement, en Belgique.
- 23 août : expulsion des sans-papiers occupant l'église Saint-Bernard à Paris.
- 31 août : accord de paix en Tchétchénie. Le général Alexandre Lebed obtient le retrait des troupes russes, la solution du statut définitif de la Tchétchénie étant remise à plus tard. La guerre a fait d’énormes destructions et plus de 30 000 morts.

- 14 septembre : les trois partis nationalistes (croate, serbe et bosniaque) remportent les élections en Bosnie-Herzégovine au détriment des fédéralistes : Serbes, Musulmans et Croates entendent conserver chacun une zone ethnique homogène. Les institutions confédérales ne peuvent fonctionner.
- 21 septembre : « Pacte de stabilité » européen, par lequel les pays candidats à la monnaie unique s'engagent à respecter une discipline monétaire rigoureuse.

- 1er octobre : appel de Genève pour l'espace judiciaire européen.
- 16 novembre : attentat à la bombe de Kaspiisk, tuant 68 personnes.

- 22 novembre : admission de la Pologne à l'OCDE[8].
- 24 novembre : la lire italienne réintègre le SME quitté depuis 1992.
- 3 décembre : attentat terroriste à Paris, dans la gare de Port-Royal, sur la ligne B du RER.

- 14 décembre : sommet européen de Dublin.
- 23 décembre : le Wochenpost, journal très populaire dans l'ex-RDA, cesse de paraître ; il n'aura pas survécu très longtemps à la réunification allemande.

- L’Espagne et la France entrent dans la structure militaire de l’Alliance Atlantique.
- Privatisation des compagnies nationales de télécommunication en Allemagne.

- Célébration du onzième centenaire de la Hongrie.

- La chute de la production en Russie atteint son point le plus bas. En août, la très forte dévaluation du rouble freine les importations et permet aux entreprises russes de retrouver des parts de marché intérieur. Un système bancaire et un début de marché des capitaux se mettent en place.

### Océanie et Pacifique
- 29 janvier : la France procède à son dernier essai nucléaire dans le Pacifique.
- 11 mars : John Howard, Premier ministre conservateur en Australie.
- 25 mars : la France, le Royaume-Uni et les États-Unis signent le traité de Rarotonga de 1985 sur la dénucléarisation du Pacifique Sud.
- 25 novembre : réunion des pays de l'APEC à Manille.

## Distinctions internationales

### Prix Nobel
Les lauréats du Prix Nobel en 1996 sont :
- Prix Nobel de physique : Douglas Osheroff, David Morris Lee et Robert Coleman Richardson
- Prix Nobel de chimie : Robert Curl, Sir Harold Kroto et Richard Smalley
- Prix Nobel de physiologie ou médecine : Peter Doherty et Rolf M. Zinkernagel
- Prix Nobel de littérature : Wisława Szymborska
- Prix Nobel de la paix : Carlos Filipe Ximenes Belo et José Ramos-Horta
- « Prix Nobel » d'économie : James Mirrlees et William Vickrey.

### Autres prix
- Prix Pritzker (architecture) : Rafael Moneo.

## Décès en 1996

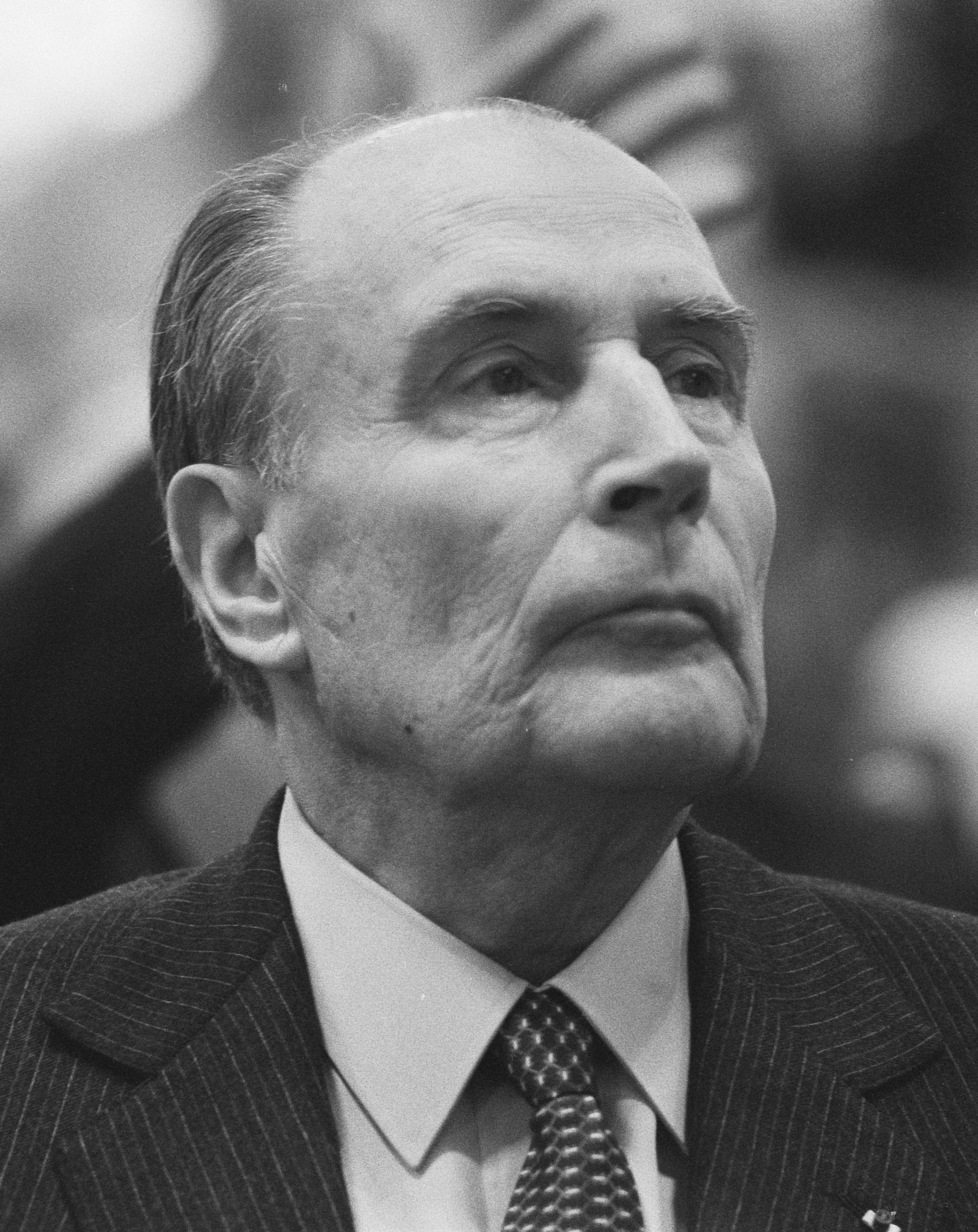
François Mitterrand.

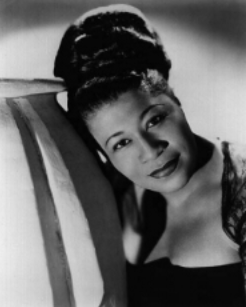
Ella Fitzgerald

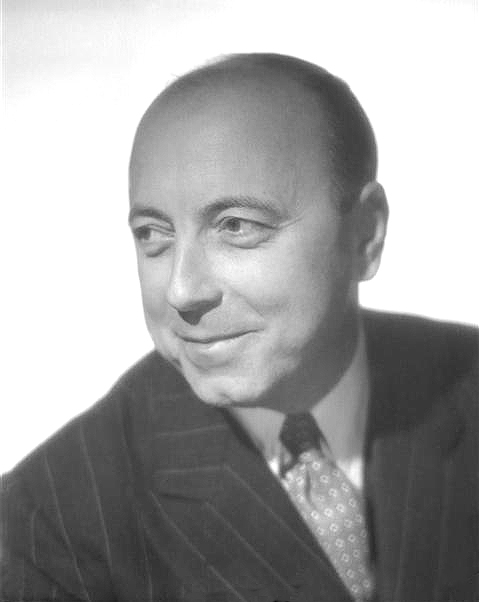
Marcel Carné

Personnalités majeures décédées en 1996
- 8 janvier : François Mitterrand (homme politique français)
- 2 février : Gene Kelly (acteur et chorégraphe américain)
- 17 février : Hervé Bazin (écrivain français)
- 3 mars : Marguerite Duras (écrivaine française)
- 13 mars : Krzysztof Kieślowski (cinéaste polonais)
- 17 mars : René Clément (cinéaste français)
- 15 juin : Ella Fitzgerald (chanteuse de jazz américaine)
- 23 juin : Andréas Papandréou (homme politique grec)
- 2 août : Michel Debré (homme politique français)
- 12 octobre : René Lacoste (joueur de tennis français)
- 31 octobre : Marcel Carné (cinéaste français)
- 22 novembre : Maria Casarès (actrice française)
- 3 décembre : Georges Duby (historien français)
- 9 décembre : Alain Poher (homme politique français)
- 19 décembre : Marcello Mastroianni (acteur italien)